# Хуејин
Хуејјин (淮阴) град је Кини у покрајини Ђангсу. Према процени из 2009. у граду је живело 556.067 становника.

## Становништво
Према процени, у граду је 2009. живело 556.067 становника.
| 1990.   | 2000.   | 2009    |
| ------- | ------- | ------- |
| 283.525 | 539.473 | 556.067 |